# هریره
هریره (به عربی: هريرة) یک روستا در سوریه است که در منطقه الزبدانی واقع شده‌است.
 هریره  ۲٬۴۵۵ نفر جمعیت دارد.